# Hepatozoonose der Hunde

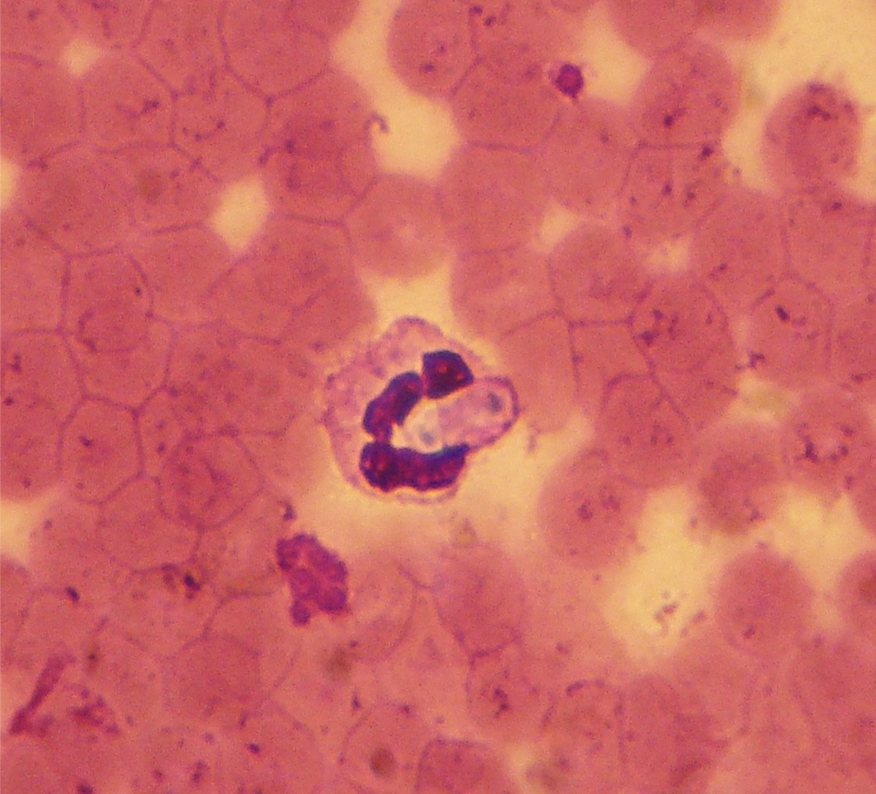
Blutausstrich mit neutrophilem Granulozyt und Gamont von Hepatozoon canis

Die Hepatozoonose der Hunde ist eine durch parasitäre Einzeller der Gattung Hepatozoon (daher Hepatozoonose) hervorgerufene Krankheit, die durch Zecken übertragen wird. Zecken sind hierbei Endwirt des Parasiten, Hunde sein Zwischenwirt. Die Erkrankung wird durch Hepatozoon canis, im Süden der USA vor allem durch Hepatozoon americanum ausgelöst. Hunde stecken sich, im Gegensatz zu den meisten anderen vektorübertragenen Krankheiten, durch Fressen der Zecke, nicht durch den Zeckenstich an. Eine Übertragung dieser Erreger auf den Menschen ist nicht beschrieben, Hepatozoon canis hat aber offenbar ein größeres Spektrum an Zwischenwirten und konnte auch in Paarhufern, Beutel-, Fleder- und Nagetieren nachgewiesen werden.

## Auslöser
In Europa, Afrika und Asien wird die Hepatozoonose der Hunde vor allem durch Hepatozoon canis hervorgerufen. Der Erreger kommt in Südeuropa, Afrika und Asien vor, so dass die Hepatozoonose in Mitteleuropa vor allem eine „Reisekrankheit“ („Mittelmeerkrankheit“) ist. In den Sommermonaten kann die Braune Hundezecke aber auch in Mitteleuropa vorkommen, in beheizten Räumen auch ganzjährig, so dass ein Infektionsrisiko auch hier besteht. In Amerika kommen neben der Braunen Hundezecke auch Amblyomma aureolatum, Amblyomma ovale und Amblyomma cajennense in Betracht. Hier wird die Hepatozoonose der Hunde aber vorwiegend durch Hepatozoon americanum ausgelöst. Endwirt und damit Überträger dieses Erregers ist die Golfküstenzecke (Amblyomma maculatum).
Der Erreger wird oral durch Fressen, Verschlucken oder Zerbeißen der Zecken übertragen. Empfänglich sind vor allem Hunde, Wildreservoir sind Wölfe und Füchse, in Nordamerika auch Kojoten. Hepatozoen befallen die weißen Blutkörperchen, insbesondere die neutrophilen Granulozyten, sowie Endothelzellen der Milz, Leber, Muskulatur, Lungen und des Knochenmarks und vermehren sich dort ungeschlechtlich. In Geweben verursacht die Infektion eine eitrig-granulomatöse Entzündung. Durch Bildung von Immunkomplexen kann eine Glomerulonephritis oder Amyloidose entstehen.

## Klinik und Diagnostik
Die Inkubationszeit beträgt zwei bis vier Wochen. Das klinische Bild ist unspezifisch und unterscheidet sich von der auslösenden Parasitenart.
Infektionen mit Hepatozoon canis verlaufen meist ohne klinische Symptome. Bei jungen Tieren oder Tieren mit gestörtem Immunsystem können Allgemeinstörungen auftreten. mit Zeichen der Allgemeininfektion sind Fieberschübe, Gewichtsabnahme und Lymphknotenschwellungen. Die Schleimhäute können aufgrund einer Anämie blass erscheinen. Durch Eindringen der Sporozoiten in die Darmschleimhaut kann es zu blutigen Durchfällen und Inappetenz kommen. Bei Schizontenbildung in der Muskulatur treten Überempfindlichkeit vor allem in der Lendenregion, Muskelentzündungen, steifer Gang, Paresen und Muskelschwund auf.
Hepatozoon-americanum-Infektionen gehen meist mit deutlichen Symptomen einher. Schmerzen, Muskelatrophie, Fieberschübe, eitriger Augenausfluss, Abgeschlagenheit und Auszehrung sind häufig und die Prognose ist deutlich schlechter. Bei jungen Hunden kommt es häufig zu Knochenzubildungen (osteoproliferative Veränderungen), insbesondere an den Gliedmaßenknochen.
Die Diagnose ist klinisch nicht zu stellen, nördlich der Alpen sind Reisen in den Mittelmeerraum oder Herkunft des Tieres aus dieser Region vorberichtlich zu erfragen. Im Blutbild zeigt sich eine Neutrophilie mit Linksverschiebung. Die Zahl der roten Blutkörperchen nimmt ab (normozytäre, normochrome Anämie). Die Aktivität der alkalischen Phosphatase ist erhöht. Die Gamonten lassen sich im Blutausstrich mittels Giemsa-Färbung nachweisen. Ein histologischer Nachweis der Schizonten kann anhand von Bioptaten erfolgen. Der indirekte Nachweis über Antikörper mittels Immunhistochemie (IFAT) ist in Deutschland seit 2008 verfügbar. Die höchste Sensitivität hat die PCR mit direktem Nachweis der DNA des Erregers. Differentialdiagnostisch kommen beim Hund vor allem Babesiose, Ehrlichiose, Leishmaniose und Immunkrankheiten in Betracht.

## Behandlung und Vorbeugung
Eine vollständige Elimination des Erreger ist nicht möglich. Eine klinische Heilung kann mit einer Kombination aus Imidocarb und Doxycyclin oder mit Trimethoprim und Sulfonamiden erreicht werden. Gegen Hepatozoon americanum ist eine Kombination aus Trimethoprim, Sulfadiazin, Pyrimethamin und Clindamycin wirksam. Decoquinat vermindert die Gefahr von Rezidiven und erhöht die Überlebenszeit.
Eine Prophylaxe ist vor allem durch Verhinderung eines Zeckenbefalls möglich. Hierzu sollten schnell wirksame, zeckenabtötende Wirkstoffe eingesetzt werden, am besten auch solche mit repellierendem Effekt wie Permethrin oder Deltamethrin.